# 新潟交通電車線
電車線（でんしゃせん）は、かつて新潟県新潟市の白山前駅と燕市の燕駅とを結んでいた、新潟交通の運営による鉄道・軌道路線である。沿線住民からは「電鉄」の愛称で親しまれていたが、1999年4月5日に全線が廃止され、同社グループによる路線バスに転換された。
『鉄道要覧』および前身の『民鉄要覧』における路線名は、鉄道線区間が新潟交通線となっていた一方、軌道線区間は路線名の記載がなかった。

## 路線データ
（白山前駅 - 東関屋駅間廃止直前のデータ）
- 路線距離（営業キロ）：全長36.1km
  - 鉄道線：鉄軌分界点 - 東関屋駅 - 燕駅 33.9km
  - 軌道線：白山前駅 - 鉄軌分界点 2.2km
- 軌間：1067mm
- 駅数（起終点駅を含む）：25駅
- 複線区間：なし（全線単線）
- 電化区間：全線（直流1500V）
- 閉塞方式：特殊自動閉塞式（軌道線）・自動閉塞式（鉄道線）
- 最高速度：60km/h（駅間により45-60km/hと異なる。軌道線は道路交通法により40km/h）

## 歴史

### 創業から開通まで
かつて新潟市周辺の信濃川・阿賀野川下流域では「河川蒸気」と呼ばれる汽船による水運が盛んに行われていた。信濃川の支流で、現在の燕市から新潟市黒埼地区の間、白根地区を挟んで西側を分流する中ノ口川にも河川蒸気が運航されていた。しかし1922年（大正11年）に大河津分水路が開通し、信濃川下流域の水量は大幅に減少。更に取水堰の陥没によって水位が減少して水運が困難となったため、その代替として建設されたのが、当時の新潟電鉄線（にいがたでんてつせん）である。越後大野以南はほぼ全線に亘って中ノ口川の左岸側に沿っていたことからも、河川蒸気の代替手段であったことが窺える。
当初は中ノ口川の堤防上の旧国道を利用する計画だったが、国道幅を四間拡張する条件により多額の費用が発生し、採算が見込めなくなったため、計画の全面的な変更を余儀なくされた。1933年（昭和8年）4月1日の東関屋 - 白根間を皮切りに順次開通し、同年8月15日に全線が開通した。燕市から西蒲原郡中之口村、月潟村、味方村、黒埼町と、対岸の白根市から新潟市街地を結ぶ重要な交通として、沿線住民の足となり、また周辺町村からは米や野菜などの農作物が、燕からは金物・食器などが輸送され、沿線住民からは「電鉄」の愛称で親しまれた。新潟電鉄は1943年（昭和18年）暮れ、戦時統合により新潟合同自動車などと合併し、会社組織は新潟交通となった。
漫画家の赤塚不二夫は、就職先の新潟市東堀の看板屋に、四ツ合村井随から駅まで4キロメートル歩き、新潟電鉄線で一時通っていた。

### 新潟交通として
電車線はその後も「電鉄」と呼ばれ、地図などの表記においても「新潟交通電鉄」という通称が使われるケースがあった。一本の路線として一貫した形で運用されていたが、法制上は鉄軌分界点（関屋大川前一丁目交差点付近）- 燕駅間が地方鉄道法（のち鉄道事業法）による鉄道、県庁前駅（のちの白山前駅）- 鉄軌分界点が軌道法による軌道であった。
1928年（昭和3年）に完成した萬代橋の現橋は、この電鉄線を新潟駅前まで延伸する計画があったことから、当時の道路橋梁としては非常に広い幅員で設計された。この計画は太平洋戦争の激化でいったん中断したが戦後改めて再開し、1948年（昭和23年）5月25日に運輸省（当時）から施工許可が下りた。しかし今度は財政的な問題から困難を極め、新潟交通はその後トロリーバスの計画に転換するなどして1958年（昭和33年）まで工事申請を更新し続けたものの、結局この軌道線の延伸計画は実現しなかった。
1950年（昭和25年）には併用軌道の解消を計画し、10月に国鉄越後線白山 - 関屋間の旧線の払い下げを申請したが、価格が折り合わず立ち消えとなった。
その後1960年代をピークに、国道8号の白根市内の改良事業区間の開通や新潟地震で被災したことによる長期運休、さらにモータリゼーションの急速な進行により利用者は激減した。貨物営業の廃止やワンマン化、駅の無人化などの合理化を進めたものの、車両の冷房化や老朽化した駅舎の改築などといった乗客サービスはあまり進められず、利用者減少に歯止めは掛からなかった。
また、白山前 - 東関屋間で県道（旧電車通り・はくさん通り。かつての国道8・17・116号で、現在の新潟県道16号新潟亀田内野線 - 新潟市道 - 新潟県道164号白山停車場女池線にあたる）を走行する軌道区間周辺の住民からは、列車の振動や騒音による公害や、狭隘な道路を走行するため自動車の通行障害が慢性的に発生することがかねてから指摘され、廃止を要求されていた。
そのためまず軌道線区間の、白山前 - 東関屋間が1992年（平成4年）3月19日限りで廃止された。この際に「レール&バスシステム」と称して東関屋駅と新潟駅万代口・南口を結ぶ列車接続を考慮した連絡バスを運行し、電車線各駅や新潟駅前、古町のバス案内所で乗継割引料金を設定した乗車券を発売する形がとられた。
次に、特に利用者が少なかった月潟 - 燕間も翌1993年（平成5年）7月31日限りで廃止され、他の鉄道路線と接続しない「孤立路線」となった。
残る東関屋 - 月潟間は沿線の道幅が狭隘で、バスでの代替が難しいと判断されたことから存続したものの、利用者減少は食い止められず、新潟交通自体の経営状況が一層悪化したことから、ついに鉄道事業からの撤退を決定。沿線市町村は存続を求めたものの、新潟県が支援を断ったため存続を断念。1999年（平成11年）4月4日の営業をもって66年の歴史に幕を下ろした。

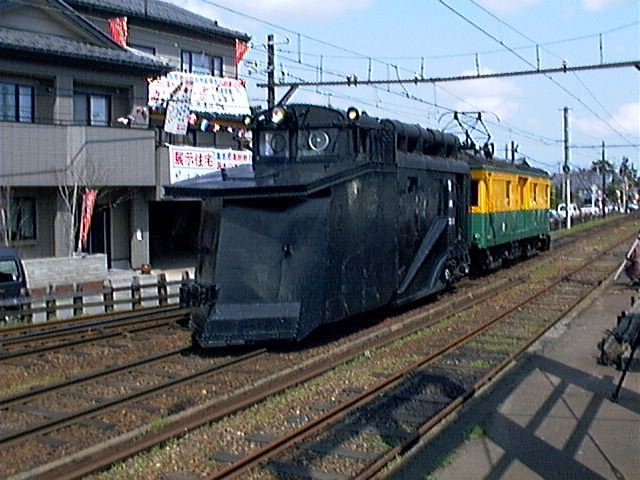
新潟交通電車線廃止時、モワ51号電動貨車に後押しされ白根駅に到着するキ116号ラッセル車

### 廃止後

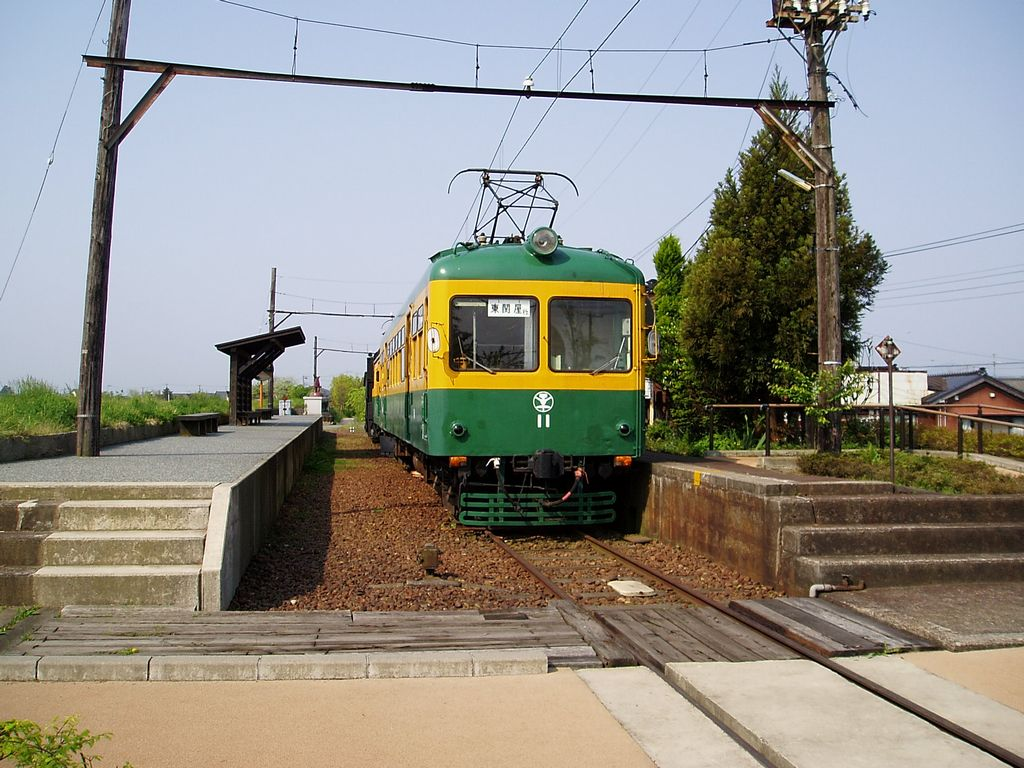
月潟駅に保存されている車両

廃止後、車両の一部が月潟駅跡に静態保存されることとなり、廃止当日の4月5日、電車（モハ10形11号・1966年・日本車輌）、電動貨車（モワ51形51号・1933年・日本車輌）、ラッセル車（キ100形116号・1932年・鉄道省大宮工場）各1両が旧月潟駅舎まで自走で回送された。駅舎周辺はその後、公園として整備され、駅舎・車両はその後ボランティアらによる管理が行われており、年間数回、駅舎と車両の公開が行われる。詳細は「月潟駅」の項目を参照。
また、その他の廃線敷・駅舎は国や自治体、個人から借用していた箇所と、行政からの要請により新潟交通から譲渡された箇所についてはバスの待合所や中ノ口川の堤防拡幅、歩道、公園、宅地などに充てられている。その転用の一例として、先行して廃止された燕市内の廃線敷の一部は、県道・市道の新規整備や拡幅などに充当された。また旧東関屋 - 東青山間の関屋分水路上には、新潟県道16号新潟亀田内野線の関屋大橋の上流側に隣接する形で電車線の関屋分水路橋梁が設けられていた。関屋大橋の下流側には歩道が設置されていたものの、狭隘な上、上流側には歩道そのものがなかったことから、県は2003年（平成15年）に電車線の橋梁部をそのまま活用して歩道を新設し、左岸側には旧東青山駅前を経由する形で取付部の歩道が新設された。
その他の廃線敷は廃止以来、ほとんどが手付かずのままで残存していたが、前述の月潟駅構内を除いて駅舎、レール及び架線は2007年（平成19年）までに全て撤去された。新潟市などの沿線自治体は自転車道・歩行者道の整備等に充てることを目的に、新潟交通に対し廃線敷の無償譲渡を要請してきた。特に新潟市は、黒埼町を編入合併した際に制定した「合併建設計画」において電車線の廃線敷利用に関し「（新潟交通と廃線沿線の自治体による）『新潟交通電車線対策協議会』の協議状況等を踏まえながら検討する」として、活用策を検討する方針を示していた。この黒埼地区内の廃線敷のうち、旧焼鮒駅北側にある新潟市立山田小学校（廃線当時は黒埼町）は、廃線敷を挟んで校地が東西に分断されており、設備上不便な点が多いことから、市ではこの敷地を取得した上で校地を一体化することを検討した。しかし慢性的な経営不振に陥っている新潟交通は、廃線敷を不動産として活用することを見込んで有償での譲渡を主張し続けたため、廃線敷の再開発着手に目途が立たない状況が長らく続いていた。
だが、鉄道設備が撤去されて以降、整備がなされぬままとなった廃線敷では雑草が繁殖したり一部では不法投棄が行われるなどしたため、旧沿線の住民からはかねてから環境悪化を訴える声が新潟市などに寄せられていた。加えて前述の旧東青山駅横の新潟県道42号新潟黒埼インター線上に架かる青山道下跨道橋や、旧平島駅南側に架かる西川橋梁など、残存した設備に関しても老朽化などによる安全性の問題が指摘されていた。そこで新潟市は新潟交通などが所有する同市西区内の廃線敷（旧東青山 - 新大野間・総延長約6.2 km、総面積約3.6 ha）を有償で取得した上で自転車歩行者専用道路（路線名称 : 新潟市道西5-270号線）として整備する方針を2009年（平成21年）に固め、2010（平成22）年度から前述の橋梁2箇所の補修を皮切りに順次各工程に着手、北側の旧焼鮒駅付近までの約3.0 km分を前期計画部分として2013（平成25）年度中に先行して竣工させ、このうち旧青山道下跨道橋周辺の区間は2012年（平成24年）12月から一部の供用が開始された。このほか、歩道沿線には植栽や街路灯を設ける他、駅の跡地には公園などを造成する方針で、総事業費は土地取得費用も含め約12億円を見込んでいる。
なお、燕市（小中川 - 燕）を除く旧沿線自治体は2005年（平成17年）3月21日までに全て新潟市に編入合併している。同市は2007年（平成19年）4月1日に政令指定都市に移行したため行政区が設定され、新潟市中心部（白山前・東関屋）は中央区、新潟市坂井輪地区（東青山 - 平島）・黒埼町（寺地 - 板井）は西区、味方村（七穂 - 千日）・月潟村（曲・月潟）と白根市は南区、中之口村（六分・新飯田）は西蒲区の区域となっている。
新潟市中央区を拠点とする新潟商工会議所は電車線廃止後の1999年（平成11年）12月、市民の利便性向上などを目的に「21世紀に向けた新潟の街づくりと都市交通」と銘打った提言書を公表し、その中で市内中心部を発着するLRT路線の構想を示した。この路線網構想の中には旧東関屋駅を起点とし、旧電車線の廃線跡や道の駅新潟ふるさと村などを経由して黒埼地区中心部に至る路線の案も示されていた。

### 年表
- 1928年（昭和3年）2月14日 新潟市白山浦 - 燕間軌道特許を取得[13]。
- 1929年（昭和4年）6月30日[14] 中ノ口電気鉄道設立[15]。
- 1930年（昭和5年）8月20日 関屋団九郎（後の東関屋） - 燕間を鉄道に変更。
- 1931年（昭和6年）12月8日 新潟電力より新潟駅前 - 白山浦間の軌道敷設権（1919年9月特許）を譲受[16]。
- 1932年（昭和7年）7月7日 新潟電鉄に改称[14]。
- 1933年（昭和8年）
  - 4月1日 東関屋 - 白根間 (17.4 km) 開業。直流1,500 V電化。東関屋・平島・焼鮒・越後大野・木場・板井・吉江・味方・白根の各駅が開業[17]。
  - 7月28日 県庁前（後の白山前）- 東関屋間（鉄道線0.4 km、軌道線2.2 km）延伸開業[14]。直流600 V電化。県庁前駅開業。
  - 8月15日 白根 - 燕間 (16.1km) 開業、全線開通。月潟、六分、新飯田、小中川、灰方、燕の各駅開業[18]。
- 1934年（昭和9年）
  - 6月15日 新大野駅開業。
  - 8月1日 県庁前 - 東関屋間で貨物営業開始（認可7月3日[14]）。
  - 10月20日 曲駅開業。
- 1935年（昭和10年）4月11日 中学校前（停留場）開業。
- 1936年（昭和11年）
  - 3月26日 県庁前駅舎が完成。
  - 4月1日 監督署小路、白山駅前、商業通り、硫酸会社前の各停留場開業。
- 1937年（昭和12年）11月22日 越後山王駅開業[19]。
- 1940年（昭和15年）10月1日 越後山王駅を七穂駅に改称[20]。
- 1942年（昭和17年）頃 軽金前停留場開業。
- 1943年（昭和18年）12月31日 新潟合同自動車と合併、新潟交通が発足する。
- 1944年（昭和19年）9月1日 監督署小路、白山駅前、商業通り、中学校前、軽金前、硫酸会社前の各停留場廃止。
- 1945年（昭和20年）8月1日 県庁前 - 東関屋間の架線電圧を1,500 Vに昇圧。
- 1948年（昭和23年）5月25日 電車線・県庁前 - 新潟駅前間（万代橋経由）の軌道線工事に施工許可が下りる。
- 1952年（昭和27年）県庁前 - 新潟駅前間軌道特許の延長申請（1回目）。
  - 4月1日 準急列車の運行開始。
- 1953年（昭和28年）4月1日 味方中学前駅開業。
- 1954年（昭和29年）県庁前 - 新潟駅前間軌道特許の延長申請（2回目）。
- 1957年（昭和32年）県庁前 - 新潟駅前間軌道特許の延長申請（3回目）。
- 1958年（昭和33年）10月23日 県庁前 - 新潟駅前間の軌道特許が失効、起業廃止許可を受ける。
- 1964年（昭和39年）6月16日 新潟地震。鉄道線が約1か月、軌道線が翌年1月まで運休。
- 1965年（昭和40年）1月1日 客貨混合列車の運転廃止。
- 1967年（昭和42年）10月1日 寺地駅開業。
- 1969年（昭和44年）8月1日 東関屋 - 白根間が自動閉塞化。
- 1970年（昭和45年）8月1日 白根 - 燕間が自動閉塞化。
- 1971年（昭和46年）4月24日[21] 関屋分水路建設のため東関屋 - 平島間経路変更 (+0.3 km)。平島駅移転。
- 1975年（昭和50年）3月10日 準急列車の運行廃止。各駅停車のみの運転となる。
- 1980年（昭和55年）9月26日 東青山駅開業[22]。
- 1982年（昭和57年）
  - 1月1日 黒埼中学前駅開業[23]。
  - 4月1日 全線でワンマン運転開始
  - 7月1日 全線の貨物営業を廃止。
- 1983年（昭和58年）2月1日 軌道線（県庁前 - 鉄軌分界点 - 東関屋間）が特殊自動閉塞化。
  - 4月1日 東関屋 - 燕間でATSの使用開始。
- 1984年（昭和59年）3月21日 合理化のため全線でCTCの使用開始。これにより、一部の有人駅が無人化。
- 1985年（昭和60年）
  - 6月1日 新潟県庁の移転に伴い県庁前駅を白山前駅に改称。
  - 12月7日 千日駅開業[24]。
- 1992年（平成4年）3月20日 白山前 - 鉄軌分界点 - 東関屋間 (2.6km) 休止[7]。この日から列車代行バスを31日まで運行。
  - 4月1日 白山前 - 鉄軌分界点 - 東関屋間廃止。
- 1993年（平成5年）8月1日 月潟 - 燕間 (11.9km) を廃止[10]。
- 1997年（平成9年）3月16日 ときめき駅開業。
- 1999年（平成11年）4月5日 東関屋 - 月潟間 (21.6km) 廃止により全線廃止[2]。当初3月31日限りで廃止とするところ、鉄道ファンに配慮し運行最終日を日曜とするため4月5日廃止とした[11]。

## 運行形態

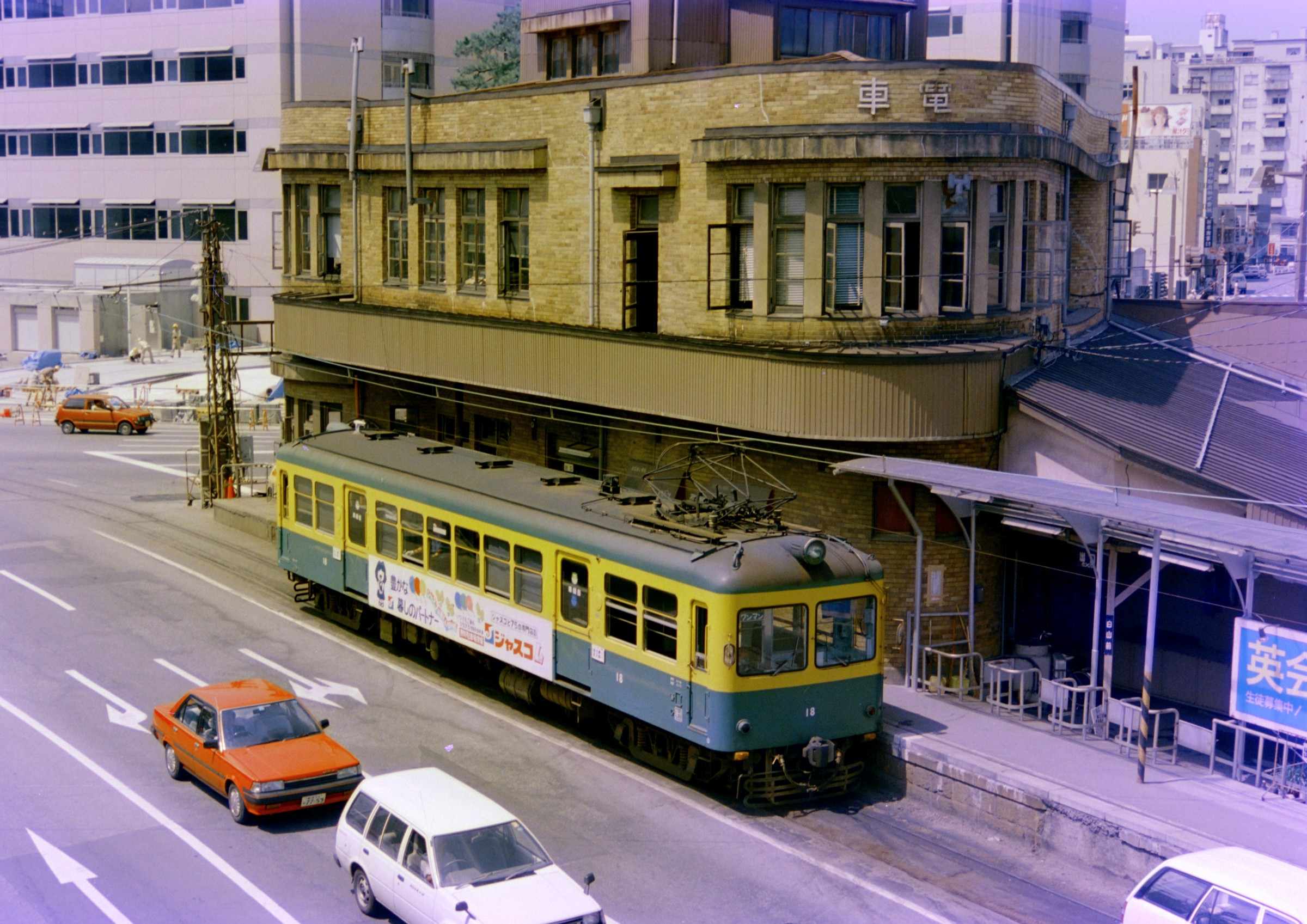
白山前駅に停車中の電車（1989年8月）

かつては準急列車の設定があったが、1975年3月のダイヤ改正で廃止され、以降は全列車とも各駅停車で運行されていた。

### 白山前 - 東関屋間、月潟 - 燕間廃止前
平日朝夕などの混雑時は最大3両、休日と日中は1 - 2両での運転で、白山前 - 燕間の全区間通し列車が概ね1時間に1本、利用率が高かった白山前 - 白根間、燕 - 六分間に区間列車が多数設定されていた。また、夕方ラッシュ時に近隣にある新潟県立黒埼高等学校（現 新潟県立新潟翠江高等学校）の生徒通学用に白山前 - 木場間に1往復、早朝・夜間に白山前 - 六分間に1往復（六分駅で夜間停泊し、翌日の白山前方面初列車となる）の区間列車が設定され、白山前 - 白根間、燕 - 六分間はラッシュ時20分、日中30 - 45分間隔とそれなりの頻度で運行されていた。このほか車両基地が東関屋駅、車両留置線が燕駅にあったため、早朝に東関屋始発の燕行き、また早朝と夜間を中心に東関屋 - 白山前に出入庫を兼ねた回送列車が数本設定され、運用の関係で東関屋駅や燕駅で車両交換を行うこともあった。乗客への利便性向上のため、ほぼすべての上り白山前行き列車が東関屋駅で新潟交通バスの新潟市中心部方面、燕行き下り列車が終点の燕駅で弥彦線とそれぞれ接続を取るダイヤが組まれていた。夜間停泊は車庫のある東関屋駅で行われたほか、白根駅、六分駅、燕駅の各駅でも行われていた。

### 白山前 - 東関屋間、月潟 - 燕間廃止後
終日1 - 2両での運転で、東関屋 - 月潟間の全区間通し列車が概ね1時間に1本あり、その他に平日のみ運行の通し列車が数本、東関屋 - 白根間に区間列車が多数設定され、平日朝夕ラッシュ時に東関屋 - 木場間に新潟県立黒埼高等学校通学用の区間列車も加わり、最も運行頻度が高かった東関屋 - 木場間では朝夕20分、日中概ね30分間隔で運行されていた。起点の東関屋駅は新潟交通の総合ターミナルの一つとして1992年に改装、整備され、乗客への利便性を考慮してほぼすべての発着列車が新潟駅や新潟市内中心部とを結んでいた新潟交通バスとの接続を取るダイヤが組まれていた。全線の運行頻度は廃止前とそれほど変わらなかったが夜間が減便となり、列車の運行時間が朝6時台から東関屋 - 月潟が20時台、東関屋 - 白根が21時台までに短縮され、終列車以降は新潟交通バスによる代行輸送となっていた。夜間停泊は東関屋駅と白根駅で行われ、このほか朝夕の増発で使用する車両を白根駅に留置していた。

## 車両
基本的に車両のカラーリングは緑と黄色の塗装で「かぼちゃ電車」として親しまれた。
- モハ2220形
- モハ10・18・19・20・24形
- モハ16形
- クハ45形
- モワ51形
- キ100形

鉄道ファンや地元住民で組織された「かぼちゃ電車保存会」があり、客車と貨車、ラッセル車の3両が月潟駅で保存されている。2022年10月9日には、保存車両を23年ぶりに走行させるイベントが実施された。

## 代替バス

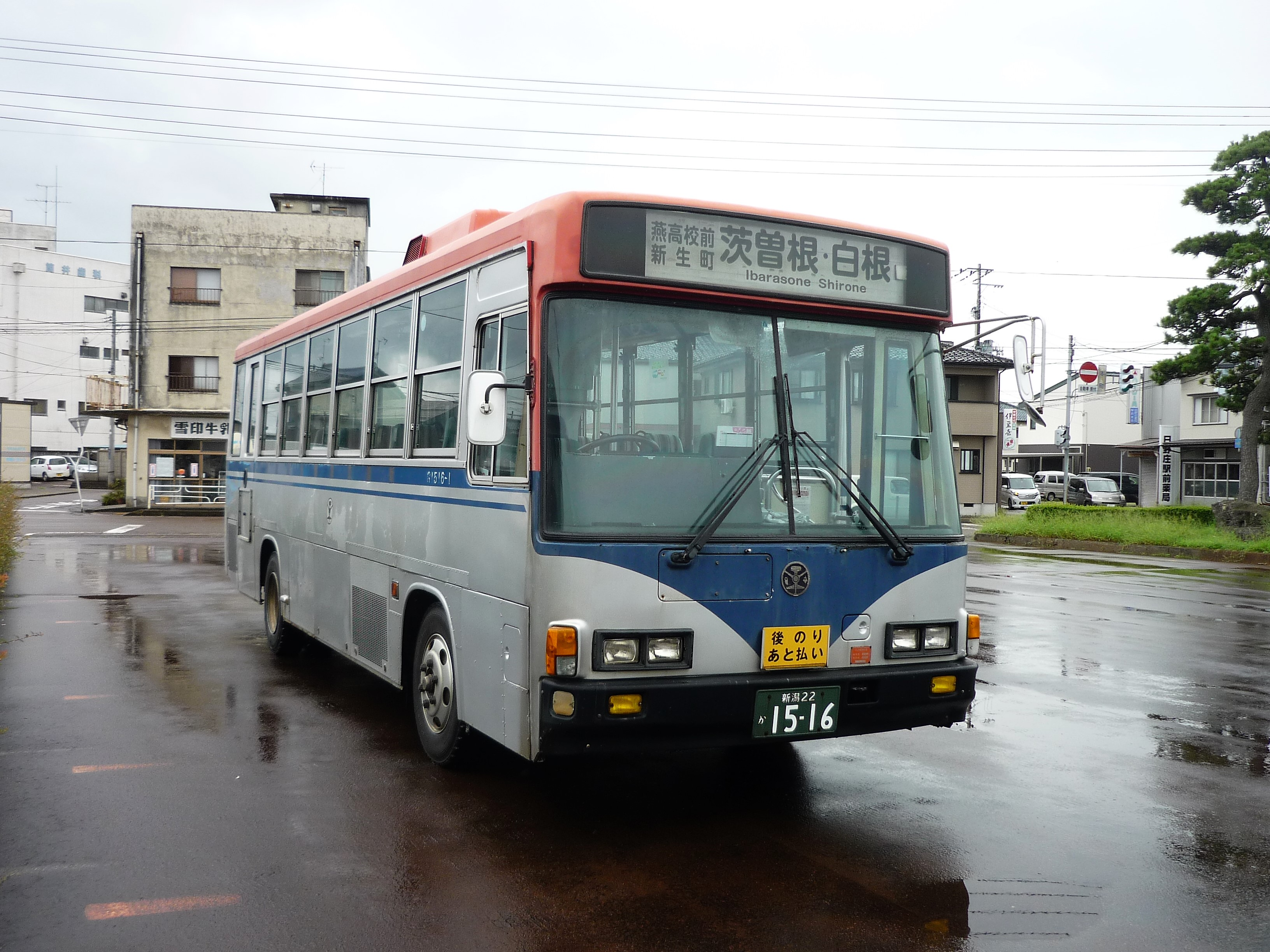
燕駅前を発着する白根方面のバス（新潟交通観光バス）

電車線の廃線後、新潟交通は代替バスとして、旧電車線に並行する形で下記の路線バスを運行している。2002年10月1日以降は子会社の新潟交通西が、さらに新潟交通の地域子会社3社が統合された2007年4月1日以降は新潟交通観光バスが運行を担当している。
- 1993年8月1日運行開始
  - 系統番号なし（月潟・六分線）
    - 白根健生病院前 - 白根横町 - 月潟 - 六分 - 新生町 - 燕駅前
      - 月潟線は以前、潟東営業所発着だったが、2007年8月1日から白根中心部発着に短縮された。
      - 2010年12月から、新生町 - 燕駅前間以外の区間は1日2往復に減便の上、土休日全便運休となった。
- 1999年4月5日運行開始[28]（2015年9月4日まで運行）
  - 802（8号方面線・大野線）ときめき経由
    - 新潟駅前 - 万代シテイバスセンター前 - 古町 - 市役所前 - 白山駅前 - 関屋大川前 - 平島 - 済生会第二病院 - 西部営業所 - ときめき - 黒埼市民会館前 - 大野仲町
      - 電車線廃止時まで市中心部から直接乗り入れるバス路線のなかった黒埼町立仏・ときめき・山田の沿線住民向けに設けられたもの。2005年以降、市道の整備進捗などによって山田以南の経由地が変更された。

  - 820（8号方面線・味方線）西白根・月潟方面
    - 新潟駅前 - 万代シテイバスセンター前 - 古町 - 市役所前 - 白山駅前 - 関屋大川前 - 平島 - 新潟ふるさと村 - 大野仲町 - 木場川前 - 板井 - 味方 - 千日下 - 曲 - 月潟

  - 821（8号方面線・味方線）西白根・潟東営業所方面
    - 新潟駅前 - 万代シテイバスセンター前 - 古町 - 市役所前 - 白山駅前 - 関屋大川前 - 平島 - 新潟ふるさと村 - 大野仲町 - 木場川前 - 板井 - 味方 - 千日下 - 潟東営業所

運行当時、新潟駅を発着していた大野線・味方線の市内中心部の経路は、以前は往路がバスセンター12番線始発・八千代橋 - 鍛治小路 - BSN前（川岸町通）経由、復路が白山駅前（はくさん通り） - 市役所前 - 古町（柾谷小路）経由・バスセンター前（テレコムビル横）終着となっていたが、2007年11月1日から市のオムニバスタウン事業の一環で、往復とも柾谷小路・はくさん通り経由に経路が統一化された。なお、電車線廃止以前からの既存路線として、新潟市中心部から国道8号等を経由して大野、白根中心部、潟東営業所に至る「白根線」が運行されていた。
新潟市と新潟交通グループでは2015年9月5日、新潟駅から旧電車線の軌道区間などを経由して、旧東青山駅付近の青山バス停に至るBRT路線「萬代橋ライン」を新設し、それに伴って市内の一般路線バスの大規模な再編を実施した。この萬代橋ラインの新潟駅前 - 市役所前間は、前掲したかつての軌道線の市内中心部延伸計画の区間に該当する。また国道8号方面の路線は「大野・白根線」と「味方線」に再編され、味方・月潟方面は全便が青山バス停発着となり、中央区中心部との間は同バス停で乗り換える方式となった。
なお、新潟交通観光バス潟東営業所では上記路線に加え、白根 - 燕間では中ノ口川右岸側の茨曽根・新飯田を経由する「茨曽根線」を運行しているほか、南区コミュニティバス「新潟市南区区バス（レインボーバス）」の運行業務を新潟市から受託し、白根中心部を起点に味方・月潟を含む区内各方面へ向けて運行している。

## 利用状況

### 輸送実績
新潟交通電車線の近年の輸送実績を下表に記す。表中、輸送人員の単位は万人。輸送人員は年度での値。表中、最高値を赤色で、最高値を記録した年度以降の最低値を青色で、最高値を記録した年度以前の最低値を緑色で表記している。
| 年度別輸送実績     | 年度別輸送実績                  | 年度別輸送実績                  | 年度別輸送実績                  | 年度別輸送実績                  | 年度別輸送実績  | 年度別輸送実績      | 年度別輸送実績                |
| 年 度              | 輸送実績（乗車人員）：万人/年度 | 輸送実績（乗車人員）：万人/年度 | 輸送実績（乗車人員）：万人/年度 | 輸送実績（乗車人員）：万人/年度 | 輸送密度 人/1日 | 貨物輸送量 万t/年度 | 特 記 事 項                   |
| ------------------ | ------------------------------- | ------------------------------- | ------------------------------- | ------------------------------- | --------------- | ------------------- | ----------------------------- |
| 年 度              | 通 勤 定 期                     | 通 学 定 期                     | 定期外                          | 合 計                           | 輸送密度 人/1日 | 貨物輸送量 万t/年度 | 特 記 事 項                   |
| 1975年（昭和50年） | 143.3                           | 124.0                           | 153.3                           | 420.6                           | 2,706           | 5.9                 |                               |
| 1976年（昭和51年） | 141.4                           | 129.2                           | 157.6                           | 428.2                           | 2,854           | 6.1                 |                               |
| 1977年（昭和52年） | 117.1                           | 114.3                           | 150.2                           | 381.6                           | 2,406           | 5.6                 |                               |
| 1978年（昭和53年） | 106.3                           | 113.0                           | 145.1                           | 364.5                           | 2,444           | 4.2                 |                               |
| 1979年（昭和54年） | 92.8                            | 107.6                           | 137.7                           | 338.2                           | 2,225           | 3.9                 |                               |
| 1980年（昭和55年） | 89.6                            | 104.0                           | 133.6                           | 327.3                           | 2,168           | 3.8                 | 東青山駅開業                  |
| 1981年（昭和56年） | 84.6                            | 104.9                           | 130.7                           | 320.3                           | 2,103           | 2.2                 |                               |
| 1982年（昭和57年） | 77.9                            | 100.1                           | 124.3                           | 302.3                           | 1,966           | 4.2                 | 黒埼中学前駅開業 貨物営業廃止 |
| 1983年（昭和58年） | 69.8                            | 96.9                            | 120.0                           | 286.6                           | 1,803           | 0.0                 |                               |
| 1984年（昭和59年） | 65.5                            | 91.5                            | 114.3                           | 271.4                           | 1,720           | 0.0                 |                               |
| 1985年（昭和60年） | 57.9                            | 83.3                            | 109.2                           | 250.4                           | 1,566           | 0.0                 | 千日駅開業                    |
| 1986年（昭和61年） | 51.5                            | 76.3                            | 96.1                            | 223.9                           | 1,392           | 0.0                 |                               |
| 1987年（昭和62年） | 45.7                            | 69.9                            | 89.7                            | 205.3                           | 1,271           | 0.0                 |                               |
| 1988年（昭和63年） | 41.3                            | 65.9                            | 83.4                            | 190.6                           | 1,157           | 0.0                 |                               |
| 1989年（平成元年） | 33.7                            | 65.3                            | 74.2                            | 173.2                           | 1,035           | 0.0                 |                               |
| 1990年（平成2年）  | 30.7                            | 64.3                            | 72.4                            | 167.4                           | 1,007           | 0.0                 |                               |
| 1991年（平成3年）  | 26.9                            | 63.9                            | 67.1                            | 157.9                           | 966             | 0.0                 |                               |
| 1992年（平成4年）  | 25.1                            | 58.6                            | 55.4                            | 139.1                           | 795             | 0.0                 | 東関屋 - 白山前間廃止         |
| 1993年（平成5年）  | 17.6                            | 47.7                            | 51.2                            | 116.5                           | 858             | 0.0                 | 燕 - 月潟間廃止               |
| 1994年（平成6年）  | 14.1                            | 44.6                            | 42.0                            | 100.7                           | 858             | 0.0                 |                               |
| 1995年（平成7年）  | 12.9                            | 45.9                            | 42.4                            | 101.2                           | 847             | 0.0                 |                               |
| 1996年（平成8年）  | 12.0                            | 46.4                            | 41.5                            | 99.9                            | 851             | 0.0                 |                               |
| 1997年（平成9年）  | 11.2                            | 41.0                            | 40.8                            | 93.0                            | 781             | 0.0                 | ときめき駅開業                |
| 1998年（平成10年） | 8.5                             | 34.5                            | 38.5                            | 81.5                            | 702             | 0.0                 |                               |
| 1999年（平成11年） | 0.0                             | 0.0                             | 2.7                             | 2.7                             | 3,523           | 0.0                 | 全線廃止                      |

### 収入実績
新潟交通電車線の近年の収入実績を下表に記す。表中、収入の単位は千円。数値は年度での値。表中、最高値を赤色で、最高値を記録した年度以降の最低値を青色で、最高値を記録した年度以前の最低値を緑色で表記している。
| 年度別収入実績     | 年度別収入実績          | 年度別収入実績          | 年度別収入実績          | 年度別収入実績          | 年度別収入実績          | 年度別収入実績          | 年度別収入実績     | 年度別収入実績   |
| 年 度              | 旅客運賃収入：千円/年度 | 旅客運賃収入：千円/年度 | 旅客運賃収入：千円/年度 | 旅客運賃収入：千円/年度 | 旅客運賃収入：千円/年度 | 貨物運輸 収入 千円/年度 | 運輸雑収 千円/年度 | 総合計 千円/年度 |
| ------------------ | ----------------------- | ----------------------- | ----------------------- | ----------------------- | ----------------------- | ----------------------- | ------------------ | ---------------- |
| 年 度              | 通勤定期                | 通学定期                | 定 期 外                | 手小荷物                | 合 計                   | 貨物運輸 収入 千円/年度 | 運輸雑収 千円/年度 | 総合計 千円/年度 |
| 1975年（昭和50年） | 252,227                 | ←←←←                    | 236,938                 | 13,588                  | 502,753                 | 14,019                  | 11,058             | 527,830          |
| 1976年（昭和51年） | 263,332                 | ←←←←                    | 253,728                 | 15,118                  | 532,178                 | 16,709                  | 13,669             | 562,556          |
| 1977年（昭和52年） | 272,939                 | ←←←←                    | 284,167                 | 18,450                  | 575,557                 | 19,234                  | 15,055             | 609,848          |
| 1978年（昭和53年） | 262,141                 | ←←←←                    | 289,691                 | 17,810                  | 569,642                 | 14,843                  | 14,909             | 599,393          |
| 1979年（昭和54年） | 260,002                 | ←←←←                    | 293,908                 | 17,184                  | 571,094                 | 15,521                  | 12,063             | 598,679          |
| 1980年（昭和55年） | 260,929                 | ←←←←                    | 295,535                 | 13,590                  | 570,054                 | 19,124                  | 30,985             | 620,163          |
| 1981年（昭和56年） | 271,992                 | ←←←←                    | 304,740                 | 10,499                  | 587,231                 | 12,049                  | 18,358             | 617,638          |
| 1982年（昭和57年） | 263,462                 | ←←←←                    | 299,609                 | 8,355                   | 571,425                 | 2,542                   | 23,797             | 597,764          |
| 1983年（昭和58年） | 256,404                 | ←←←←                    | 297,283                 | 7,288                   | 560,975                 | 0                       | 23,853             | 584,828          |
| 1984年（昭和59年） | 250,835                 | ←←←←                    | 290,937                 | 6,561                   | 548,333                 | 0                       | 18,176             | 566,508          |
| 1985年（昭和60年） | 236,260                 | ←←←←                    | 289,730                 | 6,083                   | 532,073                 | 0                       | 20,772             | 552,845          |
| 1986年（昭和61年） | 216,625                 | ←←←←                    | 263,283                 | 4,791                   | 484,699                 | 0                       | 22,739             | 507,438          |
| 1987年（昭和62年） | 102,838                 | 101,816                 | 256,635                 | 4,180                   | 465,469                 | 0                       | 17,706             | 483,175          |
| 1988年（昭和63年） | 94,688                  | 90,310                  | 240,645                 | 3,520                   | 429,163                 | 0                       | 15,939             | 445,102          |
| 1989年（平成元年） | 76,795                  | 87,463                  | 212,667                 | 2,353                   | 379,278                 | 0                       | 14,916             | 394,194          |
| 1990年（平成2年）  | 71,713                  | 90,121                  | 213,096                 | 2,120                   | 377,050                 | 0                       | 13,684             | 390,734          |
| 1991年（平成3年）  | 63,122                  | 90,830                  | 202,423                 | 1,970                   | 358,345                 | 0                       | 16,934             | 375,279          |
| 1992年（平成4年）  | 53,836                  | 75,065                  | 150,380                 | 997                     | 280,278                 | 0                       | 22,594             | 302,872          |
| 1993年（平成5年）  | 36,100                  | 60,316                  | 130,252                 | 263                     | 226,931                 | 0                       | 20,326             | 247,257          |
| 1994年（平成6年）  | 30,811                  | 58,649                  | 108,780                 | 71                      | 198,311                 | 0                       | 20,845             | 219,156          |
| 1995年（平成7年）  | 28,887                  | 61,582                  | 110,462                 | 65                      | 200,996                 | 0                       | 14,523             | 215,519          |
| 1996年（平成8年）  | 27,633                  | 65,803                  | 110,167                 | 68                      | 203,671                 | 0                       | 15,566             | 219,237          |
| 1997年（平成9年）  | 24,831                  | 55,119                  | 107,946                 | 51                      | 187,947                 | 0                       | 15,514             | 203,461          |
| 1998年（平成10年） | 19,119                  | 45,756                  | 107,682                 | 24                      | 172,581                 | 0                       | 25,530             | 198,111          |
| 1999年（平成11年） | 28                      | 2                       | 8,915                   | 1                       | 8,916                   | 0                       | 6,082              | 47,015           |

### 戦前の輸送収支実績
| 鉄道線 | 鉄道線         | 鉄道線         | 鉄道線         | 鉄道線       | 鉄道線         | 鉄道線                      | 鉄道線         | 鉄道線           |
| 年度   | 輸送人員（人） | 貨物量（トン） | 営業収入（円） | 営業費（円） | 営業益金（円） | その他損金（円）            | 支払利子（円） | 政府補助金（円） |
| ------ | -------------- | -------------- | -------------- | ------------ | -------------- | --------------------------- | -------------- | ---------------- |
| 1933   | 609,932        | 3,848          | 102,089        | 76,996       | 25,093         | 軌道9,419雑損償却金1,288    | 31,875         | 17,489           |
| 1934   | 565,263        | 13,343         | 140,862        | 123,198      | 17,664         | 雑損償却金34,572軌道業7,727 | 45,017         | 79,931           |
| 1935   | 683,007        | 19,580         | 150,227        | 109,796      | 40,431         | 軌道業その他75,245雑損145   | 35,647         | 70,620           |
| 1936   | 689,201        | 22,420         | 161,722        | 112,564      | 49,158         | 軌道自動車55,205雑損5,310   | 28,996         | 64,795           |
| 1937   | 755,477        | 23,925         | 171,599        | 120,930      | 50,669         | 自動車7,775償却金雑損29,834 | 12,122         | 57,382           |

| 軌道線 | 軌道線         | 軌道線         | 軌道線         | 軌道線       | 軌道線         | 軌道線              | 軌道線                     | 軌道線         |
| 年度   | 輸送人員（人） | 貨物量（トン） | 営業収入（円） | 営業費（円） | 営業益金（円） | その他益金（円）    | その他損金（円）           | 支払利子（円） |
| ------ | -------------- | -------------- | -------------- | ------------ | -------------- | ------------------- | -------------------------- | -------------- |
| 1933   | 239,517        |                | 8,614          | 14,805       | ▲ 6,191        |                     | 地方鉄道7,421              | 3,228          |
| 1934   | 381,336        | 354            | 13,367         | 13,409       | ▲ 42           |                     | 償却金44,031地方鉄道27,894 | 7,685          |
| 1935   | 396,590        | 963            | 18,747         | 17,285       | 1,462          | 地方鉄道自動車2,815 | 雑損149                    | 6,776          |
| 1936   | 417,957        | 813            | 21,139         | 19,415       | 1,724          | 地方鉄道自動車1,816 | 償却金37,687               | 5,875          |
| 1937   | 417,949        | 887            | 20,809         | 18,141       | 2,668          | 地方鉄道自動車725   |                            | 2,455          |

- 鉄道統計資料、鉄道統計各年度版

## 駅一覧
- 全駅新潟県に所在。
- 営業キロ・所在地の自治体名等は廃止直前時点。
- #：列車交換可能駅（1992年3月の白山前 - 東関屋間廃止前の時点）
- 白山前（当時は県庁前）- 鉄軌分界点間の軌道線区間にかつては6つの停留場があり（中学校前が1935年4月11日開設、他は1936年4月1日開設、1944年9月1日に6つとも廃止）、県庁前 - 東関屋間折り返しでこの6つの停留場に停車する小型電車が運行されていた。

|                       | 駅名                 | 駅間キロ | 営業キロ                                    | 接続路線                         | 所在地         | 備考                                   |
| --------------------- | -------------------- | -------- | ------------------------------------------- | -------------------------------- | -------------- | -------------------------------------- |
| 軌道線区間            | 白山前駅（県庁前駅） | -        | 0.0                                         |                                  | 新潟市         | 1992年廃止（停留場は全て1944年に廃止） |
| 軌道線区間            | 監督署小路（停留場） | -        | -                                           |                                  | 新潟市         | 1992年廃止（停留場は全て1944年に廃止） |
| 軌道線区間            | 白山駅前（停留場）   | -        | -                                           | 鉄道省（当時）：越後線（白山駅） | 新潟市         | 1992年廃止（停留場は全て1944年に廃止） |
| 軌道線区間            | 商業通り（停留場）   | -        | -                                           |                                  | 新潟市         | 1992年廃止（停留場は全て1944年に廃止） |
| 軌道線区間            | 中学校前（停留場）   | -        | -                                           |                                  | 新潟市         | 1992年廃止（停留場は全て1944年に廃止） |
| 軌道線区間            | 軽金前（停留場）     | -        | -                                           |                                  | 新潟市         | 1992年廃止（停留場は全て1944年に廃止） |
| 軌道線区間            | 硫酸会社前（停留場） | 2.0      | 2.0                                         |                                  | 新潟市         | 1992年廃止（停留場は全て1944年に廃止） |
| 軌道線区間            | 鉄軌分界点           | 0.2      | 2.2                                         |                                  | 新潟市         | 1992年廃止（停留場は全て1944年に廃止） |
| 鉄道線区間            | 鉄軌分界点           | 0.2      | 2.2                                         |                                  | 新潟市         | 1992年廃止（停留場は全て1944年に廃止） |
| 東関屋駅#             | 0.4                  | 2.6      | 東日本旅客鉄道：越後線（関屋駅、徒歩約5分） | 1999年廃止                       | 新潟市         |                                        |
| 東青山駅              | 1.0                  | 3.6      |                                             | 1999年廃止                       | 新潟市         |                                        |
| 平島駅                | 0.8                  | 4.4      |                                             | 1999年廃止                       | 新潟市         |                                        |
| 寺地駅                | 1.0                  | 5.4      |                                             | 1999年廃止                       | 西蒲原郡黒埼町 |                                        |
| ときめき駅            | 0.8                  | 6.2      |                                             | 1999年廃止                       | 西蒲原郡黒埼町 |                                        |
| 焼鮒駅#               | 0.6                  | 6.8      |                                             | 1999年廃止                       | 西蒲原郡黒埼町 |                                        |
| 越後大野駅#           | 1.8                  | 8.6      |                                             | 1999年廃止                       | 西蒲原郡黒埼町 |                                        |
| 黒埼中学前駅          | 0.5                  | 9.1      |                                             | 1999年廃止                       | 西蒲原郡黒埼町 |                                        |
| 新大野駅              | 0.5                  | 9.6      |                                             | 1999年廃止                       | 西蒲原郡黒埼町 |                                        |
| 木場駅#               | 1.9                  | 11.5     |                                             | 1999年廃止                       | 西蒲原郡黒埼町 |                                        |
| 板井駅                | 1.3                  | 12.8     |                                             | 1999年廃止                       | 西蒲原郡黒埼町 |                                        |
| 七穂駅（越後山王駅）# | 2.1                  | 14.9     |                                             | 1999年廃止                       | 西蒲原郡味方村 |                                        |
| 吉江駅                | 1.2                  | 16.1     |                                             | 1999年廃止                       | 西蒲原郡味方村 |                                        |
| 味方中学前駅          | 0.9                  | 17.0     |                                             | 1999年廃止                       | 西蒲原郡味方村 |                                        |
| 味方駅                | 1.1                  | 18.1     |                                             | 1999年廃止                       | 西蒲原郡味方村 |                                        |
| 白根駅#               | 1.9                  | 20.0     |                                             | 1999年廃止                       | 西蒲原郡味方村 |                                        |
| 千日駅                | 0.8                  | 20.8     |                                             | 1999年廃止                       | 西蒲原郡味方村 |                                        |
| 曲駅                  | 0.9                  | 21.7     |                                             | 1999年廃止                       | 西蒲原郡月潟村 |                                        |
| 月潟駅#               | 2.5                  | 24.2     |                                             | 1999年廃止                       | 西蒲原郡月潟村 |                                        |
| 六分駅#               | 2.7                  | 26.9     |                                             | 西蒲原郡中之口村                 | 1993年廃止     |                                        |
| 新飯田駅#             | 2.4                  | 29.3     |                                             | 西蒲原郡中之口村                 | 1993年廃止     |                                        |
| 小中川駅              | 1.9                  | 31.2     |                                             | 燕市                             | 1993年廃止     |                                        |
| 灰方駅#               | 1.9                  | 33.1     |                                             | 燕市                             | 1993年廃止     |                                        |
| 燕駅                  | 3.0                  | 36.1     | 東日本旅客鉄道：弥彦線                      | 燕市                             | 1993年廃止     |                                        |